# Raouf Bouzaiene
Raouf Bouzaiene (en árabe: رؤوف بوزيان‎, nacido el 16 de agosto de 1970 en Susa, Susa) es un exfutbolista tunecino. Jugaba de defensa y su último club fue el Étoile du Sahel de Túnez.
Bouzaiene desarrolló su carrera entre clubes de Francia, Italia y su nación local, de los que se pueden destacar Stade Lavallois, Club Africain y Genoa. Además, fue internacional absoluto por la Selección de fútbol de Túnez y disputó las Copas Africanas de Naciones de 1994, 2000 y 2002, además de la Copa Mundial de la FIFA 2002; en este último torneo anotó un gol ante Bélgica en la segunda fecha de la fase de grupos.

## Trayectoria

### Clubes
| Club            | País    | Año         |
| --------------- | ------- | ----------- |
| Stade Lavallois | Francia | 1990 - 1995 |
| Châteauroux     | Francia | 1995 - 1998 |
| Club Africain   | Túnez   | 1998 - 2001 |
| Genoa           | Italia  | 2001 - 2003 |
| Étoile du Sahel | Túnez   | 2003 - 2004 |

### Selección nacional
| Selección | País  | Año         |
| --------- | ----- | ----------- |
| Absoluta  | Túnez | 1992 - 2003 |

## Estadísticas

### Selección nacional
Fuente:
| Selección de Túnez | Selección de Túnez | Selección de Túnez |
| Año                | Part.              | Goles              |
| ------------------ | ------------------ | ------------------ |
| 1992               | 1                  | 0                  |
| 1993               | 1                  | 0                  |
| 1994               | 4                  | 0                  |
| 1995               | 1                  | 1                  |
| 1996               | 0                  | 0                  |
| 1997               | 0                  | 0                  |
| 1998               | 1                  | 0                  |
| 1999               | 5                  | 0                  |
| 2000               | 12                 | 0                  |
| 2001               | 10                 | 0                  |
| 2002               | 7                  | 1                  |
| 2003               | 4                  | 0                  |
| Total              | 46                 | 2                  |

#### Goles internacionales
| No | Fecha                  | Sede                               | Oponente   | Gol | Resultado | Competición                    |
| -- | ---------------------- | ---------------------------------- | ---------- | --- | --------- | ------------------------------ |
| 1. | 7 de noviembre de 1995 | Stade Chedly Zouiten, Tunis, Túnez | Mauritania | 2-0 | 2-1       | Torneo 7 de noviembre          |
| 2. | 10 de junio de 2002    | Estadio del Gran Ojo, Ōita, Japón  | Bélgica    | 1-1 | 1-1       | Copa Mundial de Fútbol de 2002 |

#### Participaciones en fases finales
| Torneo                         | Sede                  | Resultado     | Partidos | Goles |
| ------------------------------ | --------------------- | ------------- | -------- | ----- |
| Copa Africana de Naciones 1994 | Túnez                 | Primera fase  | 2        | 0     |
| Copa Africana de Naciones 2000 | Ghana / Nigeria       | Cuarto puesto | 3        | 0     |
| Copa Africana de Naciones 2002 | Mali                  | Primera fase  | 3        | 0     |
| Copa Mundial de Fútbol de 2002 | Corea del Sur / Japón | Primera fase  | 3        | 1     |

## Palmarés

### Títulos nacionales
| Título        | Club          | País    | Año  |
| ------------- | ------------- | ------- | ---- |
| Ligue 2       | Châteauroux   | Francia | 1997 |
| Copa de Túnez | Club Africain | Túnez   | 2000 |

### Títulos internacionales
| Título          | Club            | Sede | Año  |
| --------------- | --------------- | ---- | ---- |
| Recopa Africana | Étoile du Sahel | Susa | 2003 |